# 全日本実業団対抗女子駅伝競走大会
全日本実業団対抗女子駅伝競走大会（ぜんにほんじつぎょうだんたいこうじょしえきでんきょうそうたいかい）は、日本実業団陸上競技連合が主催し、毎日新聞社とTBSテレビが共催する、「実業団・女子駅伝日本一決定戦」という位置づけの駅伝大会である。公式愛称は「クイーンズ駅伝 in 宮城」。
2011年（平成23年）より、宮城県の「日本三景・松島」をスタートして「杜の都・仙台」にゴールする、仙塩地区縦貫42.195kmのコースで開催されている。

## 概要
日本における女子駅伝実業団日本一を決定する競技大会である。
1981年12月に第1回大会が開催された。当時は男子の大会と同時開催で、地域対抗（東日本、中部、北陸、関西で選抜チームを編成）で争われていた。コースは、第1回は当時の男子1区（16.3km）を4つに区切り、第2回は三重県伊勢市の伊勢神宮外宮（豊受大神宮）前をスタートし、鳥羽駅前をゴールとする5区間24.5kmで行われた。第2回から単独チームが参加するようになり、しばらくは単独チームと選抜チームが混じって大会が行われていたが、1988年の第8回大会より単独チームのみの参加とした。
1983年の第3回大会から女子単独となり、岐阜県岐阜市周辺で開催されるようになった。愛称は「ぎふ女子駅伝」。岐阜移転後は5区間30kmで行われていたが、1992年より岐阜市の長良川競技場をスタートし、瑞穂市および安八町を経て大垣市内を巡り、ほぼ同じ道を戻って長良川陸上競技場にゴールする6区間42.195kmのコースに変更した。
2011年の第31回大会からは、宮城県の松島町をスタートして利府町・塩竈市・多賀城市を経て仙台市に入り、仙台市都心部と長町地区を周回して仙台市陸上競技場にゴールする、仙塩地区縦貫42.195kmのコースで開催されている。2012年11月5日、公式愛称が「クイーンズ駅伝 in 宮城」に決定したと発表された。
なお、仙台市では10月に全日本大学女子駅伝対校選手権大会も開催されており、実業団と大学の各々の女子駅伝日本一を決める大会が宮城県に集約されている。

### 出場資格
1990年から予選会を実施しているが、前年の本大会における上位8チーム（2011年大会から「クイーンズ8」と総称）には、シード権を付与したうえで予選会への出場を免除。それ以外のチームからは、基本として予選会を上位で完走したチームが出場する。
2014年までは予選会を地域別に実施していたが、2015年からは福岡県宗像市・福津市で全日本実業団対抗女子駅伝競走大会予選会（愛称「プリンセス駅伝in宗像・福津」）を全国統一の予選会として開催している。ただし、予選会から本大会へ出場できるチームの総数は、時期によって異なる。

## 大会運営
- 主催

日本実業団陸上競技連合
- 共催

毎日新聞社、TBSテレビ
宮城県、宮城県教育委員会、仙台市、塩竈市、塩竈市教育委員会、多賀城市、多賀城市教育委員会、松島町、松島町教育委員会
利府町、利府町教育委員会
- 後援

日本陸上競技連盟、スポーツニッポン新聞社、東北放送
- 主管

宮城陸上競技協会
- 特別協力

宮城県警察本部、河北新報社
- 運営協力

宮城県スポーツ振興財団、仙台市スポーツ振興事業団、東日本実業団陸上競技連盟
- 特別協賛

東京エレクトロン株式会社

## コース及びその区間の特徴

### 宮城コース（2011年〜）
2010年11月19日、翌年の第31回大会から仙台市を中心に宮城県で開催すると発表された。2011年3月11日に東北地方太平洋沖地震（東日本大震災）が発生したため開催が危ぶまれる事態となったが、7月28日に記者会見で予定通りの開催決定とコース概要が発表された。また、「復興祈念大会」として開催され、「全日本実業団女子駅伝2011」応援ソングとして平原綾香の「結晶」が使用された。復興支援活動「ハートフルプロジェクト」により、ハートをあしらった応援グローブが無料で配布されており、観衆が沿道からハートの手袋を振って声援を送る姿が見られる。
スタート、中継所、ゴールは以下の通り で、震災の被災自治体を縦貫するコースとなっている。なお、先頭が中継所を通過してから10分経過すると繰り上げスタートとなる。
- コース（Google マップ … ゴールがある仙台市陸上競技場敷地内は省略）
  - スタート：松島町文化観光交流館前（宮城郡松島町、北緯38度22分41.4秒 東経141度4分17.9秒）
  - 第1中継所：塩竈市地域活動支援センター前（塩竈市、北緯38度20分7秒 東経141度2分12.9秒）
  - 第2中継所：NTT東日本塩釜ビル前（塩竈市、北緯38度18分34.9秒 東経141度1分11.9秒）
  - 第3中継所：富士化学工業前（仙台市宮城野区、北緯38度15分49.4秒 東経140度55分48.6秒）
  - 第4中継所：聖和学園高等学校前（仙台市若林区、北緯38度15分11.7秒 東経140度54分10.1秒）
  - 第5中継所：仙台第二高等学校前（仙台市青葉区、北緯38度15分43.2秒 東経140度51分21.4秒）
  - ゴール：仙台市陸上競技場（仙台市宮城野区、北緯38度15分28.9秒 東経140度54分13秒）

#### 1区（7.0km） （2020年 - 2022年は7.6km）
松島町文化観光交流館前・ホテル壮観正面 → （五大堂） → 塩竈市地域活動支援センター前（2020年 - 2022年はヤマダ電機テックランド塩釜店前）
松島湾を左に望みながら走る「渚の1区」と呼ばれる区間。第3中継所の手前まではほとんどが国道45号がコースとなる。松島海岸駅周辺の五大堂・瑞巌寺・観瀾亭・マリンピア松島水族館など観光名所のそばを走って松島トンネル（延長125m）を抜けると松島丘陵越えに入り、利府町内の3つのトンネル を通り抜け、塩竈市内に入る。
| 現行区間（第31回大会以降）記録10傑 | 現行区間（第31回大会以降）記録10傑 | 現行区間（第31回大会以降）記録10傑 | 現行区間（第31回大会以降）記録10傑 | 現行区間（第31回大会以降）記録10傑 | 現行区間（第31回大会以降）記録10傑 |
| 位                                 | タイム                             | 氏名                               | 所属                               | 地区                               | 年次・順位                         |
| ---------------------------------- | ---------------------------------- | ---------------------------------- | ---------------------------------- | ---------------------------------- | ---------------------------------- |
| 1                                  | 21分27秒                           | 五島莉乃                           | 資生堂                             | 東日本                             | 第43回（2023年）・区間賞           |
| 2                                  | 21分32秒                           | 廣中璃梨佳                         | JP日本郵政グループ                 | 東日本                             | 第39回（2019年）・区間賞           |
| 3                                  | 21分46秒                           | 田浦英理歌                         | 積水化学                           | 東日本                             | 第44回（2024年）・区間賞           |
| 3                                  | 21分46秒                           | 𠮷薗栞                             | 天満屋                             | 中国                               | 第44回（2024年）・区間2位          |
| 5                                  | 21分50秒                           | 一山麻緒                           | ワコール                           | 関西                               | 第36回（2016年）・区間賞           |
| 6                                  | 21分51秒                           | 竹中理沙                           | 資生堂                             | 東日本                             | 第36回（2016年）・区間2位          |
| 6                                  | 21分51秒                           | 菅田雅香                           | JP日本郵政グループ                 | 東日本                             | 第44回（2024年）・区間3位          |
| 8                                  | 21分52秒                           | 渡邊菜々美                         | パナソニック                       | 東日本                             | 第39回（2019年）・区間2位          |
| 9                                  | 21分55秒                           | 伊澤菜々花                         | スターツ                           | 東日本                             | 第44回（2024年）・区間4位          |
| -                                  | 21分56秒                           | 一山麻緒                           | ワコール                           | 関西                               | 第39回（2019年）・区間3位          |
| 10                                 | 21分57秒                           | 山ノ内みなみ                       | しまむら                           | 東日本                             | 第44回（2024年）・区間5位          |

#### 2区（4.2km）（2019年以前は3.9km、2020 - 2022年は3.3km）
塩竈市地域活動支援センター前（2020年 - 2022年はヤマダ電機テックランド塩釜店前） → （東塩釜駅） → （マリンゲート塩釜） → NTT東日本塩釜ビル前（2022年までは塩竈市水道部前）
短く平坦な区間を走る「高速の2区」と呼ばれる区間。市の中心部を避けて仙台塩釜港・塩釜港区の港湾地区や住宅地を通る。
| 現行区間（第43回大会以降）記録10傑 | 現行区間（第43回大会以降）記録10傑 | 現行区間（第43回大会以降）記録10傑 | 現行区間（第43回大会以降）記録10傑 | 現行区間（第43回大会以降）記録10傑 | 現行区間（第43回大会以降）記録10傑 |
| 位                                 | タイム                             | 氏名                               | 所属                               | 地区                               | 年次・順位                         |
| ---------------------------------- | ---------------------------------- | ---------------------------------- | ---------------------------------- | ---------------------------------- | ---------------------------------- |
| 1                                  | 12分56秒                           | 山本有真                           | 積水化学                           | 東日本                             | 第44回（2024年）・区間賞           |
| 2                                  | 13分08秒                           | 牛佳慧                             | JP日本郵政グループ                 | 東日本                             | 第44回（2024年）・区間2位          |
| 3                                  | 13分09秒                           | 井手彩乃                           | 資生堂                             | 東日本                             | 第44回（2024年）・区間3位          |
| 4                                  | 13分10秒                           | 山田桃愛                           | しまむら                           | 東日本                             | 第44回（2024年）・区間4位          |
| 5                                  | 13分13秒                           | 真也加ジェルーシャ有里             | 大塚製薬                           | 関西                               | 第44回（2024年）・区間5位          |
| -                                  | 13分13秒                           | 山本有真                           | 積水化学                           | 東日本                             | 第43回（2023年）・区間賞           |
| 6                                  | 13分19秒                           | 西山未奈美                         | 三井住友海上                       | 東日本                             | 第44回（2024年）・区間6位          |
| 7                                  | 13分24秒                           | 小園怜華                           | 京セラ                             | 九州                               | 第44回（2024年）・区間7位          |
| 7                                  | 13分24秒                           | 鈴木葵                             | ニトリ                             | 東日本                             | 第44回（2024年）・区間7位          |
| -                                  | 13分24秒                           | 牛佳慧                             | JP日本郵政グループ                 | 東日本                             | 第43回（2023年）・区間2位          |
| 9                                  | 13分25秒                           | 中島紗弥                           | エディオン                         | 中国                               | 第44回（2024年）・区間9位          |
| 10                                 | 13分26秒                           | 立迫志穂                           | 天満屋                             | 中国                               | 第44回（2024年）・区間10位         |

#### 3区（10.6km）（2022年までは10.9km）
NTT東日本塩釜ビル前（2022年までは塩竈市水道部前） → （仙台港北IC） → （苦竹IC） → 富士化学工業前
区間最長の10.6kmを、各チームのエース選手が走る「花の3区」と呼ばれる区間。多賀城市内に入ると沖積平野である仙台平野となり、片側2車線の直線的な道路となるため、少し離れてしまった前方のランナーも視界に入りやすくなる。仙台市内に入り、七北田川に架かる福田大橋、梅田川に架かる福田橋を続けて渡ると流通業集積地区に入り、道路はより直線的になる。
| 現行区間（第43回大会以降）記録10傑 | 現行区間（第43回大会以降）記録10傑 | 現行区間（第43回大会以降）記録10傑 | 現行区間（第43回大会以降）記録10傑 | 現行区間（第43回大会以降）記録10傑 | 現行区間（第43回大会以降）記録10傑 |
| 位                                 | タイム                             | 氏名                               | 所属                               | 地区                               | 年次・順位                         |
| ---------------------------------- | ---------------------------------- | ---------------------------------- | ---------------------------------- | ---------------------------------- | ---------------------------------- |
| 1                                  | 33分04秒                           | 廣中璃梨佳                         | JP日本郵政グループ                 | 東日本                             | 第43回（2023年）・区間賞           |
| 2                                  | 33分17秒                           | 五島莉乃                           | 資生堂                             | 東日本                             | 第44回（2024年）・区間賞           |
| 3                                  | 33分27秒                           | 佐藤早也伽                         | 積水化学                           | 東日本                             | 第43回（2023年）・区間2位          |
| -                                  | 33分33秒                           | 廣中璃梨佳                         | JP日本郵政グループ                 | 東日本                             | 第44回（2024年）・区間2位          |
| 4                                  | 33分36秒                           | 渡邊菜々美                         | パナソニック                       | 東日本                             | 第44回（2024年）・区間3位          |
| -                                  | 33分37秒                           | 渡邊菜々美                         | パナソニック                       | 東日本                             | 第43回（2023年）・区間3位          |
| 5                                  | 33分39秒                           | 川村楓                             | 岩谷産業                           | 関西                               | 第44回（2024年）・区間4位          |
| 6                                  | 33分54秒                           | 小海遥                             | 第一生命グループ                   | 東日本                             | 第44回（2024年）・区間5位          |
| 7                                  | 33分55秒                           | 加世田梨花                         | ダイハツ                           | 関西                               | 第43回（2023年）・区間4位          |
| -                                  | 33分56秒                           | 佐藤早也伽                         | 積水化学                           | 東日本                             | 第44回（2024年）・区間6位          |
| -                                  | 33分59秒                           | 川村楓                             | 岩谷産業                           | 関西                               | 第43回（2023年）・区間5位          |
| 8                                  | 34分02秒                           | 矢田みくに                         | エディオン                         | 中国                               | 第44回（2024年）・区間7位          |
| -                                  | 34分05秒                           | 加世田梨花                         | ダイハツ                           | 関西                               | 第44回（2024年）・区間8位          |
| 9                                  | 34分07秒                           | 安藤友香                           | しまむら                           | 東日本                             | 第44回（2024年）・区間9位          |
| 10                                 | 34分09秒                           | 吉川侑美                           | ユニクロ                           | 東日本                             | 第43回（2023年）・区間6位          |

#### 4区（3.6km）
富士化学工業前 → （陸上自衛隊仙台駐屯地） → 聖和学園高等学校前
区間最短の3.6kmを走る「変動の4区」と呼ばれる区間。外国人競技者が走ることができるインターナショナル区間。タスキを受けて南下、西に折れて元寺小路福室線、南に折れて宮城の萩大通りと、直線的で平坦な道路を進む。陸奥国分尼寺跡付近で西に折れて新寺通りに入ると、仙台貨物ターミナル駅上空に架かる宮城野陸橋に至る。ここでは約500m進むうちに10m上がり、約300m進むうちに5m下がって、すぐ第4中継所となる。第4中継所は陸奥国分寺のすぐ北側に隣接し、ゴールである仙台市陸上競技場の近くにある。
| 現行区間（第31回大会以降）記録10傑 | 現行区間（第31回大会以降）記録10傑 | 現行区間（第31回大会以降）記録10傑 | 現行区間（第31回大会以降）記録10傑 | 現行区間（第31回大会以降）記録10傑 | 現行区間（第31回大会以降）記録10傑 |
| 位                                 | タイム                             | 氏名                               | 所属                               | 地区                               | 年次・順位                         |
| ---------------------------------- | ---------------------------------- | ---------------------------------- | ---------------------------------- | ---------------------------------- | ---------------------------------- |
| 1                                  | 10分45秒                           | アグネス・ムカリ                   | 京セラ                             | 九州                               | 第43回（2023年）・区間賞           |
| 2                                  | 10分53秒                           | ローズメリー・ワンジル             | スターツ                           | 東日本                             | 第40回（2020年）・区間賞           |
| 2                                  | 10分53秒                           | テレシア・ムッソーニ               | ダイソー                           | 中国                               | 第41回（2021年）・区間賞           |
| 2                                  | 10分53秒                           | ジュディ・ジェプングティチ         | 資生堂                             | 東日本                             | 第43回（2023年）・区間2位          |
| 5                                  | 10分54秒                           | ヘレン・エカラレ                   | 豊田自動織機                       | 中部                               | 第38回（2018年）・区間賞           |
| -                                  | 10分54秒                           | ジュディ・ジェプングディチ         | 資生堂                             | 東日本                             | 第42回（2022年）・区間賞           |
| 6                                  | 10分56秒                           | カマウ・タビタ                     | 三井住友海上                       | 東日本                             | 第40回（2020年）・区間2位          |
| 6                                  | 10分56秒                           | ナオミ・ムッソーニ                 | ユニバーサル                       | 東日本                             | 第41回（2021年）・区間2位          |
| -                                  | 10分56秒                           | ヘレン・エカラレ                   | 豊田自動織機                       | 中部                               | 第40回（2020年）・区間2位          |
| 8                                  | 10分58秒                           | セリー・チェピエゴ                 | 九電工                             | 九州                               | 第35回（2015年）・区間賞           |
| 8                                  | 10分58秒                           | ゼイトナ・フーサン                 | デンソー                           | 中部                               | 第39回（2019年）・区間賞           |
| 8                                  | 10分58秒                           | パウリン・カムル                   | ルートイン                         | 東日本                             | 第39回（2019年）・区間賞           |

| 日本人選手 現行区間（第31回大会以降）記録10傑 | 日本人選手 現行区間（第31回大会以降）記録10傑 | 日本人選手 現行区間（第31回大会以降）記録10傑 | 日本人選手 現行区間（第31回大会以降）記録10傑 | 日本人選手 現行区間（第31回大会以降）記録10傑 | 日本人選手 現行区間（第31回大会以降）記録10傑 |
| 位                                            | タイム                                        | 氏名                                          | 所属                                          | 地区                                          | 年次・順位                                    |
| --------------------------------------------- | --------------------------------------------- | --------------------------------------------- | --------------------------------------------- | --------------------------------------------- | --------------------------------------------- |
| 1                                             | 11分11秒                                      | 佐々木梨七                                    | 積水化学                                      | 東日本                                        | 第43回（2023年）・区間7位                     |
| 2                                             | 11分18秒                                      | 下田平渚                                      | ダイハツ                                      | 関西                                          | 第39回（2019年）・区間7位                     |
| 3                                             | 11分21秒                                      | 森田香織                                      | パナソニック                                  | 東日本                                        | 第40回（2020年）・区間8位                     |
| 4                                             | 11分25秒                                      | 飯野摩耶                                      | 第一生命グループ                              | 東日本                                        | 第38回（2018年）・区間5位                     |
| 5                                             | 11分29秒                                      | 三宅紗蘭                                      | 天満屋                                        | 中国                                          | 第38回（2018年）・区間7位                     |
| 5                                             | 11分29秒                                      | 内藤早紀子                                    | パナソニック                                  | 東日本                                        | 第39回（2019年）・区間8位                     |
| 5                                             | 11分29秒                                      | 松下菜摘                                      | 天満屋                                        | 中国                                          | 第39回（2019年）・区間8位                     |
| 5                                             | 11分29秒                                      | 楠莉奈                                        | 積水化学                                      | 東日本                                        | 第44回（2024年）・区間6位                     |
| 9                                             | 11分30秒                                      | 山本知世                                      | 積水化学                                      | 東日本                                        | 第35回（2015年）・区間8位                     |
| 10                                            | 11分31秒                                      | 市川珠李                                      | ヤマダホールディングス                        | 東日本                                        | 第40回（2020年）・区間9位                     |

#### 5区（10.0km）
聖和学園高等学校前 → （広瀬橋） → （愛宕大橋） → （大橋） → 仙台第二高等学校前
高低差の激しい10.0kmを走る「過酷の5区」と呼ばれる区間。後半のエース区間ともいわれる。仙台駅の南方、六道の辻付近にある新北目町ガード（東北本線等のアンダーパス）をくぐると、広瀬川が形成した多彩な河岸段丘をアップダウンする。東二番丁通り、南町通りを進み、大橋にかけて約8.5m下り、仙台城（青葉城）大手門跡前で約8.5m上って第5中継所に至る。第5中継所は、東北大学川内キャンパスと仙台二高に挟まれた澱橋通にある。
| 現行区間（第31回大会以降）記録10傑 | 現行区間（第31回大会以降）記録10傑 | 現行区間（第31回大会以降）記録10傑 | 現行区間（第31回大会以降）記録10傑 | 現行区間（第31回大会以降）記録10傑 | 現行区間（第31回大会以降）記録10傑 |
| 位                                 | タイム                             | 氏名                               | 所属                               | 地区                               | 年次・順位                         |
| ---------------------------------- | ---------------------------------- | ---------------------------------- | ---------------------------------- | ---------------------------------- | ---------------------------------- |
| 1                                  | 31分28秒                           | 五島莉乃                           | 資生堂                             | 東日本                             | 第41回（2021年）・区間賞           |
| 2                                  | 31分29秒                           | 新谷仁美                           | 積水化学                           | 東日本                             | 第41回（2021年）・区間2位          |
| -                                  | 31分40秒                           | 五島莉乃                           | 資生堂                             | 東日本                             | 第42回（2022年）・区間賞           |
| 3                                  | 31分48秒                           | 高島由香                           | 資生堂                             | 東日本                             | 第43回（2023年）・区間賞           |
| -                                  | 31分57秒                           | 新谷仁美                           | 積水化学                           | 東日本                             | 第43回（2023年）・区間2位          |
| 4                                  | 32分10秒                           | 堀優花                             | パナソニック                       | 東日本                             | 第38回（2018年）・区間賞           |
| 4                                  | 32分10秒                           | 鍋島莉奈                           | JP日本郵政グループ                 | 東日本                             | 第38回（2018年）・区間賞           |
| 6                                  | 32分12秒                           | 細田あい                           | エディオン                         | 中国                               | 第42回（2022年）・区間2位          |
| 7                                  | 32分15秒                           | 横江里沙                           | 豊田自動織機                       | 中部                               | 第35回（2015年）・区間賞           |
| 8                                  | 32分18秒                           | 鈴木亜由子                         | JP日本郵政グループ                 | 東日本                             | 第40回（2020年）・区間賞           |
| 9                                  | 32分25秒                           | 関根花観                           | JP日本郵政グループ                 | 東日本                             | 第35回（2015年）・区間2位          |
| 10                                 | 32分26秒                           | 松田瑞生                           | ダイハツ                           | 関西                               | 第43回（2023年）・区間3位          |
| 10                                 | 32分26秒                           | 前田穂南                           | 天満屋                             | 中国                               | 第43回（2023年）・区間3位          |

#### 6区（6.795km）
仙台第二高等学校前 → （仲の瀬橋） → 仙台市陸上競技場
「運命の6区」と呼ばれるアンカー区間。定禅寺通りを通り、東二番丁通りの直線を約1.6km南下。新北目町ガード、新寺通り、宮城野通りに入って仙台市陸上競技場を約1周してゴールとなる。
| 現行区間（第31回大会以降）記録10傑 | 現行区間（第31回大会以降）記録10傑 | 現行区間（第31回大会以降）記録10傑 | 現行区間（第31回大会以降）記録10傑 | 現行区間（第31回大会以降）記録10傑 | 現行区間（第31回大会以降）記録10傑 |
| 位                                 | タイム                             | 氏名                               | 所属                               | 地区                               | 年次・順位                         |
| ---------------------------------- | ---------------------------------- | ---------------------------------- | ---------------------------------- | ---------------------------------- | ---------------------------------- |
| 1                                  | 20分48秒                           | 石橋麻衣                           | デンソー                           | 中部                               | 第32回（2012年）・区間賞           |
| 2                                  | 20分51秒                           | 中村萌乃                           | ユニバーサル                       | 東日本                             | 第33回（2013年）・区間賞           |
| 3                                  | 20分54秒                           | 佐々木梨七                         | 積水化学                           | 東日本                             | 第42回（2022年）・区間賞           |
| 4                                  | 21分01秒                           | 渡邉桃子                           | 天満屋                             | 中国                               | 第41回（2021年）・区間賞           |
| 5                                  | 21分02秒                           | 太田琴菜                           | JP日本郵政グループ                 | 東日本                             | 第44回（2024年）・区間賞           |
| -                                  | 21分05秒                           | 木村梨七                           | 積水化学                           | 東日本                             | 第41回（2021年）・区間2位          |
| 6                                  | 21分06秒                           | 田中智美                           | 第一生命                           | 東日本                             | 第31回（2011年）・区間賞           |
| 6                                  | 21分06秒                           | 高島由香                           | 資生堂                             | 東日本                             | 第42回（2022年）・区間2位          |
| 8                                  | 21分07秒                           | 吉本ひかり                         | ダイハツ                           | 関西                               | 第39回（2019年）・区間賞           |
| 9                                  | 21分08秒                           | 筒井咲帆                           | ヤマダ電機                         | 東日本                             | 第34回（2014年）・区間賞           |
| 10                                 | 21分12秒                           | 小原怜                             | 天満屋                             | 中国                               | 第39回（2019年）・区間2位          |

### 岐阜コース（1983年〜2010年）
第1回は4区間 (16.3km)。第2回は5区間 (24.5km)。第3回から第11回までは5区間 (30km) であり、第6回までは岐阜県営陸上競技場をスタートし、毎日新聞岐阜支局前をゴールとしていたが、第7回から第11回までは岐阜県庁をスタートおよびゴールとした。第12回から第30回まではフルマラソン距離の6区間 (42.195km) で実施され、長良川競技場をスタート・ゴールとした。このコースは令制国の美濃国にあるため「美濃路を駆け抜ける」などと形容されていた が、本来の美濃路とは東海道・宮宿（現・愛知県名古屋市熱田区）と中山道・垂井宿（現・岐阜県不破郡垂井町）を結ぶ脇往還を指すため、ルートは全く異なる。
スタート、中継所、ゴールは以下の通り。なお、先頭が中継所を通過してから10分経過すると繰り上げスタートした。
- スタート：長良川競技場（岐阜市、北緯35度26分30.5秒 東経136度45分56.3秒）
- 第1中継所：加納新本町バス停（岐阜市、北緯35度24分22.6秒 東経136度44分51秒）
- 第2中継所：岐阜県庁（岐阜市、北緯35度23分33.7秒 東経136度43分20.3秒）
- 第3中継所：大垣市林町（大垣市、北緯35度22分38.9秒 東経136度37分24.9秒）
- 第4中継所：大垣市総合体育館（大垣市、北緯35度21分55.5秒 東経136度38分26.6秒）
- 第5中継所：陽南中学校（岐阜市、北緯35度24分17.2秒 東経136度44分50.6秒）
- ゴール：長良川競技場（岐阜市、北緯35度26分27.5秒 東経136度45分56.2秒）

#### 1区（6.6km）
長良川競技場 → （金華橋） → （JR岐阜駅） → 加納新本町バス停前
- スタートしてトラックを1周して競技場を離れる。
- 例年、ダンゴ状態から徐々に縦長にバラけていく。
- 金華橋の前後以外は平坦である。

#### 2区（3.3km）
加納新本町バス停 → 岐阜県庁前
- 超ハイスピード区間らしくアップダウンは全く無しの区間。第29回からは外国人選手についてはこの区間のみの登録となっている。
- 岐阜県庁前で折り返す。

#### 3区（10.0km）
岐阜県庁 → （穂積大橋） → （五六川橋） → （新揖斐川橋） → （和合IC） → （東海道本線・樽見鉄道立体交差） → 大垣市林町
- 前半のエース区間である。第28回までは外国人選手が多く走っていた。
- 上記の通りたくさんのアップダウンがあり、脚への負担は大きい。
- 岐阜県庁ではあまり差がついておらず、実力のある選手が多く走るのでごぼう抜きがよく見られる。

#### 4区（4.1km）
大垣市林町 → （東海道本線・樽見鉄道立体交差） → 大垣市総合体育館前
- 二大エース区間の間にあるつなぎの区間である。
- 立体交差以外は平坦である。
- 大垣市総合体育館の敷地内に入り、1回折り返して5区へタスキを渡す。

#### 5区（11.6km）
大垣市総合体育館前 → （和合IC） → （新揖斐川橋） → （五六川橋） → （穂積大橋） → 陽南中学校
- ほとんど3区の裏返し区間である。
- 全区間を通じ最長で後半のエース区間である。3区より選手間の実力差が大きく、ここでの走りが最終成績に大きく影響する。
- 第28回大会以前から日本人長距離ランナー育成の観点から外国人選手の登録は禁止されていた。

#### 6区（6.595km）
陽南中学校 → （JR岐阜駅） → （金華橋） → 長良川陸上競技場
- 1区の裏返し区間である。
- 金華橋前後以外は平坦である。
- 競技場に入るとトラックを1周してゴールとなる。
- たびたびこの区間で順位が変わることがあり、逆転優勝も十分にありうることから準エース級の選手がよく走る。

## 記録

### 成績
| 回数   | 開催日         | 場所 | 距離      | 参加 チーム数 | 1位                              | 2位                              | 3位                              | 備考                           |
| ------ | -------------- | ---- | --------- | ------------- | -------------------------------- | -------------------------------- | -------------------------------- | ------------------------------ |
| 第1回  | 1981年12月12日 | 伊勢 | 16.3 km   | 4             | 東日本実業団 58分27秒            | 中部実業団 59分37秒              | 関西実業団 59分55秒              |                                |
| 第2回  | 1982年12月19日 | 伊勢 | 24.5 km   | 10            | 九州実業団 1時間27分39秒         | 東日本実業団B 1時間29分55秒      | 関西実業団 1時間30分16秒         | 距離延長                       |
| 第3回  | 1983年12月11日 | 岐阜 | 30.0 km   | 15            | 東日本実業団A 1時間45分38秒      | 旭化成 1時間45分59秒             | 住金化工 1時間47分46秒           | 距離延長                       |
| 第4回  | 1984年12月9日  | 岐阜 | 30.0 km   | 15            | 京セラ 1時間42分01秒             | 住金化工 1時間46分59秒           | 東日本実業団A 1時間47分33秒      |                                |
| 第5回  | 1985年12月8日  | 岐阜 | 30.0 km   | 22            | 京セラA 1時間40分28秒            | 住金化工 1時間42分54秒           | 京セラB 1時間45分34秒            |                                |
| 第6回  | 1986年12月14日 | 岐阜 | 30.0 km   | 24            | 三田工業 1時間40分47秒           | 京セラ 1時間41分48秒             | 住金化工 1時間42分54秒           |                                |
| 第7回  | 1987年12月13日 | 岐阜 | 30.0 km   | 26            | 京セラ 1時間38分34秒             | 三田工業 1時間40分10秒           | 関西実業団 1時間40分54秒         | 区間変更                       |
| 第8回  | 1988年12月11日 | 岐阜 | 30.0 km   | 23            | 京セラ 1時間35分59秒             | ワコール 1時間37分46秒           | 三田工業 1時間38分13秒           |                                |
| 第9回  | 1989年12月10日 | 岐阜 | 30.0 km   | 30            | ワコール 1時間36分07秒           | 旭化成 1時間36分18秒             | リクルート 1時間36分22秒         |                                |
| 第10回 | 1990年12月9日  | 岐阜 | 30.0 km   | 27            | ワコール 1時間34分08秒           | リクルート 1時間34分44秒         | ニコニコドー 1時間35分34秒       |                                |
| 第11回 | 1991年12月8日  | 岐阜 | 30.0 km   | 29            | ワコール 1時間33分48秒           | リクルート 1時間34分33秒         | 沖電気宮崎 1時間34分44秒         |                                |
| 第12回 | 1992年12月13日 | 岐阜 | 42.195 km | 32            | ワコール 2時間15分44秒           | ダイイチ 2時間18分08秒           | 東海銀行 2時間18分35秒           | 距離延長                       |
| 第13回 | 1993年12月12日 | 岐阜 | 42.195 km | 32            | リクルート 2時間15分42秒         | ワコール 2時間16分28秒           | 旭化成 2時間18分29秒             |                                |
| 第14回 | 1994年12月11日 | 岐阜 | 42.195 km | 32            | リクルート 2時間13分59秒         | 富士銀行 2時間16分30秒           | 東海銀行 2時間17分53秒           |                                |
| 第15回 | 1995年12月10日 | 岐阜 | 42.195 km | 32            | ワコール 2時間14分32秒           | リクルート 2時間15分05秒         | 沖電気宮崎 2時間15分07秒         |                                |
| 第16回 | 1996年12月8日  | 岐阜 | 42.195 km | 32            | 沖電気宮崎 2時間15分14秒         | リクルート 2時間15分41秒         | 旭化成 2時間16分27秒             |                                |
| 第17回 | 1997年12月15日 | 岐阜 | 42.195 km | 35            | 沖電気宮崎 2時間16分24秒         | 東海銀行 2時間16分39秒           | 京セラ 2時間16分47秒             |                                |
| 第18回 | 1998年11月29日 | 岐阜 | 42.195 km | 32            | 東海銀行 2時間15分13秒           | 天満屋 2時間16分01秒             | 積水化学 2時間16分19秒           |                                |
| 第19回 | 1999年12月12日 | 岐阜 | 42.195 km | 32            | 沖電気宮崎 2時間15分42秒         | 東海銀行 2時間16分08秒           | スズキ 2時間16分21秒             |                                |
| 第20回 | 2000年12月10日 | 岐阜 | 42.195 km | 32            | 三井海上 2時間16分13秒           | スズキ 2時間17分02秒             | 沖電気宮崎 2時間17分10秒         |                                |
| 第21回 | 2001年12月9日  | 岐阜 | 42.195 km | 29            | 三井住友海上 2時間15分45秒       | 東海銀行 2時間16分23秒           | 天満屋 2時間16分32秒             |                                |
| 第22回 | 2002年12月8日  | 岐阜 | 42.195 km | 27            | 第一生命 2時間14分00秒           | 三井住友海上 2時間14分31秒       | ダイハツ 2時間14分55秒           |                                |
| 第23回 | 2003年12月14日 | 岐阜 | 42.195 km | 27            | 三井住友海上 2時間13分38秒       | 京セラ 2時間14分06秒             | 資生堂 2時間15分48秒             |                                |
| 第24回 | 2004年12月12日 | 岐阜 | 42.195 km | 27            | 三井住友海上 2時間13分17秒       | 京セラ 2時間13分30秒             | 資生堂 2時間14分12秒             |                                |
| 第25回 | 2005年12月18日 | 岐阜 | 42.195 km | 28            | 三井住友海上 2時間13分55秒       | 天満屋 2時間15分46秒             | 沖電気 2時間15分51秒             |                                |
| 第26回 | 2006年12月17日 | 岐阜 | 42.195 km | 27            | 資生堂 2時間14分00秒             | 三井住友海上 2時間14分07秒       | 天満屋 2時間14分51秒             |                                |
| 第27回 | 2007年12月16日 | 岐阜 | 42.195 km | 26            | 三井住友海上 2時間14分03秒       | 第一生命 2時間14分44秒           | 天満屋 2時間16分06秒             |                                |
| 第28回 | 2008年12月14日 | 岐阜 | 42.195 km | 26            | 豊田自動織機 2時間14分17秒       | 三井住友海上 2時間14分53秒       | ホクレン 2時間15分19秒           |                                |
| 第29回 | 2009年12月13日 | 岐阜 | 42.195 km | 27            | 三井住友海上 2時間15分27秒       | 天満屋 2時間15分38秒             | 第一生命 2時間16分27秒           |                                |
| 第30回 | 2010年12月19日 | 岐阜 | 42.195 km | 24            | 天満屋 2時間14分35秒             | 第一生命 2時間15分36秒           | 豊田自動織機 2時間15分46秒       |                                |
| 第31回 | 2011年12月18日 | 宮城 | 42.195 km | 33            | 第一生命 2時間17分17秒           | パナソニック 2時間18分15秒       | 積水化学 2時間18分25秒           | 東日本大震災 復興祈念大会      |
| 第32回 | 2012年12月16日 | 宮城 | 42.195 km | 29            | ﾕﾆﾊﾞｰｻﾙｴﾝﾀｰﾃｲﾝﾒﾝﾄ 2時間17分35秒  | デンソー 2時間18分27秒           | 第一生命 2時間18分29秒           |                                |
| 第33回 | 2013年12月15日 | 宮城 | 42.195 km | 27            | デンソー 2時間16分37秒           | ﾕﾆﾊﾞｰｻﾙｴﾝﾀｰﾃｲﾝﾒﾝﾄ 2時間18分41秒  | 天満屋 2時間18分49秒             |                                |
| 第34回 | 2014年12月14日 | 宮城 | 42.195 km | 26            | デンソー 2時間16分12秒           | ダイハツ 2時間16分48秒           | ヤマダ電機 2時間17分29秒         |                                |
| 第35回 | 2015年12月13日 | 宮城 | 42.195 km | 22            | デンソー 2時間14分22秒           | 豊田自動織機 2時間15分15秒       | ﾕﾆﾊﾞｰｻﾙｴﾝﾀｰﾃｲﾝﾒﾝﾄ 2時間15分30秒  |                                |
| 第36回 | 2016年11月27日 | 宮城 | 42.195 km | 22            | JP日本郵政グループ 2時間15分08秒 | 第一生命グループ 2時間15分21秒   | ヤマダ電機 2時間16分08秒         |                                |
| 第37回 | 2017年11月26日 | 宮城 | 42.195 km | 22            | パナソニック 2時間17分07秒       | ダイハツ 2時間17分52秒           | JP日本郵政グループ 2時間17分54秒 | [ 注 3 ]                       |
| 第38回 | 2018年11月25日 | 宮城 | 42.195 km | 22            | パナソニック 2時間15分22秒       | 天満屋 2時間16分19秒             | ダイハツ 2時間16分32秒           | [ 注 4 ]                       |
| 第39回 | 2019年11月24日 | 宮城 | 42.195 km | 22            | JP日本郵政グループ 2時間15分10秒 | ダイハツ 2時間15分15秒           | パナソニック 2時間15分21秒       |                                |
| 第40回 | 2020年11月22日 | 宮城 | 42.195 km | 22            | JP日本郵政グループ 2時間13分34秒 | 積水化学 2時間14分50秒           | 豊田自動織機 2時間15分36秒       | 区間変更                       |
| 第41回 | 2021年11月28日 | 宮城 | 42.195 km | 28            | 積水化学 2時間13分03秒           | 資生堂 2時間13分55秒             | デンソー 2時間15分03秒           | 記念大会 （6チーム増）         |
| 第42回 | 2022年11月27日 | 宮城 | 42.195 km | 24            | 資生堂 2時間12分28秒             | 積水化学 2時間14分29秒           | JP日本郵政グループ 2時間15分15秒 |                                |
| 第43回 | 2023年11月26日 | 宮城 | 42.195 km | 25            | 積水化学 2時間13分33秒           | JP日本郵政グループ 2時間14分58秒 | パナソニック 2時間15分01秒       | 区間変更・ 1チーム特例措置出場 |
| 第44回 | 2024年11月24日 | 宮城 | 42.195 km | 24            | JP日本郵政グループ 2時間13分54秒 | 積水化学 2時間14分21秒           | しまむら 2時間15分26秒           |                                |

※太字は大会記録。

### 優勝回数
| 実業団名                         | 優勝回数 | 優勝年                             |
| -------------------------------- | -------- | ---------------------------------- |
| 三井住友海上                     | 7        | 2000,2001,2003,2004,2005,2007,2009 |
| ワコール                         | 5        | 1989,1990,1991,1992,1995           |
| 京セラ                           | 4        | 1984,1985,1987,1988                |
| JP日本郵政グループ               | 4        | 2016,2019,2020,2024                |
| OKI                              | 3        | 1996,1997,1999                     |
| デンソー                         | 3        | 2013,2014,2015                     |
| 東日本実業団                     | 2        | 1981,1983                          |
| リクルート                       | 2        | 1993,1994                          |
| 第一生命グループ                 | 2        | 2002,2011                          |
| 資生堂                           | 2        | 2006,2022                          |
| パナソニック                     | 2        | 2017,2018                          |
| 積水化学                         | 2        | 2021,2023                          |
| 九州実業団                       | 1        | 1982                               |
| 三田工業                         | 1        | 1986                               |
| 東海銀行                         | 1        | 1998                               |
| 豊田自動織機                     | 1        | 2008                               |
| 天満屋                           | 1        | 2010                               |
| ユニバーサルエンターテインメント | 1        | 2012                               |

## 2024年大会の出場チーム
2024年大会（第44回）に出場できるのはシード権を持つ8チームとプリンセス駅伝の上位16チームを合わせた24チームとなる。ナンバーカードについては、8番までは前回大会の順位、9番以降は予選会の順位に8を足した数字を充てている。
| No.                                                                                  | チーム名           | 所属地区 | 前回順位    | 予選会順位 | 出場回数       |
| ------------------------------------------------------------------------------------ | ------------------ | -------- | ----------- | ---------- | -------------- |
| 1                                                                                    | 積水化学           | 東日本   | 前年1位     | -          | 16年連続26回目 |
| 2                                                                                    | JP日本郵政グループ | 東日本   | 前年2位     | -          | 10年連続10回目 |
| 3                                                                                    | パナソニック       | 東日本   | 前年3位     | -          | 25年連続36回目 |
| 4                                                                                    | 資生堂             | 東日本   | 前年4位     | -          | 9年連続33回目  |
| 5                                                                                    | ダイハツ           | 関西     | 前年5位     | -          | 17年連続34回目 |
| 6                                                                                    | 第一生命グループ   | 東日本   | 前年6位     | -          | 4年連続28回目  |
| 7                                                                                    | 天満屋             | 中国     | 前年7位     | -          | 33年連続33回目 |
| 8                                                                                    | 岩谷産業           | 関西     | 前年8位     | -          | 4年連続4回目   |
| 以上8チームが前回大会の成績でシード権を得たチーム 以下は予選会から出場権を得たチーム |                    |          |             |            |                |
| 9                                                                                    | ユニクロ           | 東日本   | 前年11位    | 予選会1位  | 4年連続13回目  |
| 10                                                                                   | 三井住友海上       | 東日本   | 前年9位     | 予選会2位  | 6年連続30回目  |
| 11                                                                                   | エディオン         | 中国     | 前年10位    | 予選会3位  | 7年連続31回目  |
| 12                                                                                   | シスメックス       | 関西     | 第41回 23位 | 予選会4位  | 3年ぶり11回目  |
| 13                                                                                   | 豊田自動織機       | 中部     | 前年25位    | 予選会5位  | 17年連続18回目 |
| 14                                                                                   | 大塚製薬           | 関西     | 前年14位    | 予選会6位  | 7年連続12回目  |
| 15                                                                                   | しまむら           | 東日本   | 前年18位    | 予選会7位  | 4年連続18回目  |
| 16                                                                                   | 日立               | 東日本   | 前年19位    | 予選会8位  | 6年連続28回目  |
| 17                                                                                   | 肥後銀行           | 九州     | 第42回 24位 | 予選会9位  | 2年ぶり8回目   |
| 18                                                                                   | 京セラ             | 九州     | 前年17位    | 予選会10位 | 2年連続32回目  |
| 19                                                                                   | 東京メトロ         | 東日本   | -           | 予選会11位 | 初出場         |
| 20                                                                                   | ニトリ             | 東日本   | 前年21位    | 予選会12位 | 2年連続3回目   |
| 21                                                                                   | ルートインホテルズ | 東日本   | 前年12位    | 予選会13位 | 7年連続8回目   |
| 22                                                                                   | ベアーズ           | 東日本   | -           | 予選会14位 | 初出場         |
| 23                                                                                   | スターツ           | 東日本   | 前年13位    | 予選会15位 | 8年連続15回目  |
| 24                                                                                   | デンソー           | 中部     | 第42回 22位 | 予選会16位 | 2年ぶり31回目  |

地区別のチーム数は、東日本：14、中部：2、関西：4、中国：2、九州：2。

## テレビ放送
- 製作著作：TBSテレビ
- 制作・技術協力：東北放送（tbc・2011年〜）、CBCテレビ（CBC）、テレビユー福島（TUF）、新潟放送（BSN）、静岡放送（SBS）、北陸放送（MRO）、中国放送（RCC）、テレビ山口(tys)、あいテレビ（itv）、RKB毎日放送、大分放送（OBS）
- 過去の技術協力：毎日放送（MBS）、岐阜放送（GBS／ぎふチャン・〜2010年）
  - 2010年まで開催されていた岐阜県は、中日新聞社グループで愛知県名古屋市に本社を置くCBCの放送対象地域である。もっとも、当大会では毎日新聞社が主催している関係で、同社と関係の深いTBSがテレビ中継の制作を主導。番組の配信・スポンサードセールス業務も担っているため、CBCでは同年の中継まで「制作協力局の一つ」として関与するだけにとどまった。ただし、中日新聞社では社名入りの幟をコース沿いに立てていたほか、一時は地元の専売店と共にコーポレートカラー（赤と青のツートンカラー）の紙製旗を沿道の応援客に配布していた（後に選手の安全確保や資源節約の観点から取り止め）。
  - 大阪市に本社を置くMBSでは、2010年の大会まで、スポーツアナウンサーから1名をテレビ中継の実況要員に派遣していた。開催地が宮城県に変更された2011年（平成23年）からは、MBSが中継の技術協力と実況要員の派遣を取り止めた一方で、地元仙台市のTBCから松尾武 が実況陣に加わった。
- 当大会が岐阜県内で開かれていた時期のテレビ中継には、西濃運輸を皮切りに、2009年（平成21年）までスズキが特別協賛。2010年（平成22年）からは、特別協賛社を東京エレクトロンに変更している。このような事情から、中継番組には「（特別協賛社名）スポーツスペシャル・全日本実業団女子駅伝」（西濃運輸の場合は「カンガルー」と表記）というタイトルを付けている。もっとも、実際には「特別協賛社の単独提供番組」として編成されておらず、他に複数の企業が協賛している。
- 大会の通称が「クイーンズ駅伝」に定められてからの中継では、シード権を有する出場チーム（前年の本大会上位8チーム）を「クイーンズ8（エイト）」と総称している。
- 2020年（令和2年）初頭からの新型コロナウイルス感染症流行などの影響で、同年以降は大会の開催とテレビ・ラジオ中継の放送を続けながらも、テレビ中継の実況やリポートをTBSテレビのアナウンサーだけで賄っている。2021年（令和3年）開催分の中継では、TBSテレビおよび系列局の女性アナウンサーから初めて、日比麻音子が実況陣に参加。第2中継所からスポーツ中継への実況デビューを果たした[19]。2022年（令和4年）には、TBS→TBSテレビが制作する駅伝中継では初めて、中継所の実況を女性アナウンサー（日比および後輩の篠原梨菜・佐々木舞音）だけで分担[20]。2023年（令和5年）には、山形純菜・若林有子を加えた5人で1ヶ所ずつ担当した[21]。2024年（令和6年）には、日比・佐々木・御手洗菜々が中継所での実況を予選会（プリンセス駅伝中継）から分担する一方で、篠原が女性アナウンサーとしてはTBS（テレビ）系列の駅伝中継で初めてのバイクリポート（第3移動車からの実況）に臨んでいた[22]。
  - TBSテレビでは、少なくとも2013年（平成25年）以降のテレビ中継で、現職の女性アナウンサーから若干名が沿道リポートやスタート地点での呼び込みを担当。日比が2019年（令和元年）開催分から2年連続でリポーターを務めていたほか、スタート地点では入社1年目（新人）のアナウンサーを出場選手の呼び込みに充てることも相次いでいる。
  - 2013年に出演の出水麻衣と古谷有美、2014年（平成26年）に出演の出水と佐藤渚（仙台市出身で2017年4月に退社）は、「MC」という肩書でオープニング（スタート直前）とエンディングのパートを進行。オープニングパートでは、スタート地点での呼び込みも任されていた。
  - 2022年の中継からは、SDGsの達成に向けた取り組みの一環で、第3移動車に電動バイクを導入。中継所での実況の放送についても、「第1移動車からTBC本社内の放送センターを介して中継所に切り替える」という前年までの手法から一転して、第1移動車の担当から中継所の担当へ直接つなぐようになった。さらに、2023年の中継からは「地球を笑顔にするくるま」（水素を使用する燃料電池を搭載した世界初のテレビ中継車）も併用している。

### 放送時間
- JNN系列28局ネット 11:50 - 14:54
  - 地上波では、1986年（昭和61年）の大会からテレビ中継を開始[23]。BS-TBSでは、「BS-i」というチャンネル名を冠していた時期に、開局翌年の2001年（平成13年）から 2008年（平成20年）まで地上波中継の時差放送を実施していた。
  - TBSチャンネル（CS放送）では、2015年（平成27年）まで地上波中継のサイマル放送を実施していた。
  - 2019年（令和元年）開催分以降の中継では、Paravi（TBSホールディングス・日本経済新聞社・テレビ東京ホールディングスなどの共同出資会社が運営する動画配信サービス）で中継動画をサイマル配信[24]。中継車からの動画、出場チームが中継所で襷をつなぐシーンの動画、関係者へのインタビュー動画については、TBSテレビ公式サイト内の大会特設ページ（後掲）でも、地上波向けのテレビ中継に合わせてライブ配信を実施している。なお、Paraviが2023年（令和5年）6月30日付でU-NEXTへ統合されたことに伴って、同年以降の大会はU-NEXT内の「Paraviコーナー」で配信を継続。
  - TBS陸上ちゃんねる（TBSテレビがYouTube上に開設している陸上競技関連の公式チャンネル）では、2020年（令和2年）以降の大会で、テレビ中継の素材映像を活用した動画を大会翌週の金曜日から無料で配信。同年は出場選手の呼び込みシーンの動画に限っていたが、2021年（令和3年）以降の大会では、スタートから優勝チームへの選手インタビューに至るまでの動画も「ほぼOAのたっぷり見せ」と銘打って配信している。2022年（令和4年）・2023年（令和5年）の大会では、「ますだちゃんねる」→「増田ちゃんねる」（スポーツジャーナリストの増田明美がテレビ中継での主音声と別立てでレースを解説するライブ配信企画）を、テレビ中継の副音声や「クイーンズ投票」（視聴者による優勝チームなどの予想企画）と連動させながら実施していた。

### 中継出演者
肩書を特記していない出演者はいずれも、出演の時点でTBSテレビの現職アナウンサー。

#### 2024年（第44回大会）
- 放送センター
  - 解説：高橋尚子（シドニーオリンピック女子マラソン金メダリスト）
  - 実況：佐藤文康
- 第1移動車
  - 解説：野口みずき（アテネオリンピック女子マラソン金メダリスト、岩谷産業女子陸上競技部アドバイザー）
  - 実況：熊崎風斗
- 第2移動車
  - 実況：小沢光葵
- 第3移動車（バイクリポート）
  - 実況：篠原梨菜（女性アナウンサーからは初めての担当）
- スタート地点（松島町文化観光交流館前）&フィニッシュ地点（仙台市陸上競技場）
  - 解説（放送上の肩書は「総括」）：増田明美（スポーツジャーナリスト）
  - スタート地点での呼び込み・スタート&フィニッシュ地点でのリポーター・優勝チームへのインタビュアー：近藤夏子
- 中継所実況（この年のプリンセス駅伝中継に続いて担当）
  - 第1・第4中継所：日比麻音子（2021年の第41回大会から担当）
  - 第2・第5中継所：佐々木舞音（2022年の第42回大会から担当）
  - 第3中継所：御手洗菜々（この年のプリンセス駅伝中継で実況デビュー）

#### 2023年（第43回大会）
☆：スポーツ中継での実況を初めて担当
- 放送センター
  - 解説：高橋尚子（シドニーオリンピック女子マラソン金メダリスト）
  - 実況：佐藤文康
- 第1移動車
  - 解説：野口みずき（アテネオリンピック女子マラソン金メダリスト、岩谷産業女子陸上競技部アドバイザー）
  - 実況：熊崎風斗
- 第2移動車
  - 実況：小沢光葵
- 第3移動車（バイクリポート）
  - 実況：南波雅俊
- スタート地点（松島町文化観光交流館前）&フィニッシュ地点（仙台市陸上競技場）
  - 解説（放送上の肩書は「総括」）：増田明美（スポーツジャーナリスト）
  - スタート地点での呼び込み・リポーター：近藤夏子
  - フィニッシュ地点でのリポーター：高柳光希
  - フィニッシュ地点でのリポーター・優勝チームへのインタビュアー：上村彩子
- 中継所実況（いずれも女性アナウンサー）
  - 第1中継所：佐々木舞音[注 7]
  - 第2中継所：若林有子☆
  - 第3中継所：篠原梨菜（第42回大会から担当）
  - 第4中継所：山形純菜☆
  - 第5中継所：日比麻音子
- 中継所でのリポーター（インタビュアー）：上村彩子（第2中継所）、近藤夏子（第3中継所）
- 「増田ちゃんねる」（地上波の副音声／YouTubeでのライブ配信）
  - 解説：増田明美
  - 進行：高柳光希

#### 2022年（第42回大会）
☆：この年の予選会（プリンセス駅伝第8回大会）中継において、中継所担当として実況デビュー。
- 放送センター
  - 解説：高橋尚子（シドニーオリンピック女子マラソン金メダリスト）
  - 実況：佐藤文康
- 第1移動車
  - 解説：野口みずき（アテネオリンピック女子マラソン金メダリスト）
  - 実況：熊崎風斗
- 第2移動車
  - 実況：南波雅俊
- 第3移動車（バイクリポート）
  - 実況：喜入友浩
- フィニッシュ地点（仙台市陸上競技場）
  - 解説（放送上の肩書は「総括」）：増田明美（スポーツジャーナリスト）
  - リポーター：近藤夏子
- 中継所実況（いずれも女性アナウンサー）
  - 第1中継所：日比麻音子（前年の第41回大会中継で実況デビュー）
  - 第2中継所：篠原梨菜☆
  - 第3中継所：佐々木舞音☆
  - 第4中継所：日比麻音子
  - 第5中継所：篠原梨菜
- 5区リポーター：日比麻音子
- 第1中継所・優勝チームへのインタビュアー：近藤夏子
- スタート地点（松島町文化観光交流館前）呼び込み・第3中継所インタビュアー：吉村恵里子（担当時点では新人）
- 「ますだちゃんねる」（地上波の副音声／YouTubeでのライブ配信）
  - 解説：増田明美
  - 進行：高柳光希☆

#### 2021年（第41回大会）
- 放送センター
  - 解説：高橋尚子（シドニーオリンピック女子マラソン金メダリスト）
  - 実況：佐藤文康
- 第1移動車
  - 解説：野口みずき（アテネオリンピック女子マラソン金メダリスト）
  - 実況：熊崎風斗
- 第2移動車
  - 実況：南波雅俊
- 第3移動車（バイクリポート）
  - 実況：喜入友浩
- スタート地点（松島町文化観光交流館前）&フィニッシュ地点（仙台市陸上競技場）
  - 解説（放送上の肩書は「総括」）：増田明美（スポーツジャーナリスト）
  - スタート地点リポーター&優勝チームへのインタビュアー：石井大裕
- 中継所実況
  - 第1中継所：新タ悦男
  - 第2中継所：日比麻音子（女性アナウンサーから初めての起用）
  - 第3中継所：齋藤慎太郎（日比と同じくスポーツ実況デビュー）
  - 第4中継所：新タ悦男
  - 第5中継所：齋藤慎太郎
- リポーター：篠原梨菜
- スタート地点呼び込み・第3中継所インタビュアー：佐々木舞音（担当時点では新人）
- 第1・第5中継所インタビュアー：近藤夏子

#### 2020年（第40回大会）
- 放送センター
  - 解説：増田明美（スポーツジャーナリスト）
  - 実況：佐藤文康
- 第1移動車
  - 解説：高橋尚子（シドニーオリンピック女子マラソン金メダリスト）
  - 実況：熊崎風斗
- 第2移動車
  - 実況：伊藤隆佑
- 第3移動車（バイクリポート）
  - 実況：喜入友浩
- 優勝チームへのインタビュアー
  - 実況：石井大裕
- 中継所実況
  - 第1中継所：新タ悦男
  - 第2中継所：南波雅俊（NHK広島放送局からの移籍翌月に担当）
  - 第3中継所：小林廣輝（スポーツ中継の実況を初めて担当）
  - 第4中継所：新タ悦男
  - 第5中継所：南波雅俊
- リポーター：日比麻音子
- スタート地点呼び込み：篠原梨菜

#### 2019年（第39回大会）
- 放送センター
  - 解説：増田明美（スポーツジャーナリスト）
  - 実況：新タ悦男
- 第1移動車
  - 解説：千葉真子（スポーツコメンテーター）
  - 実況：佐藤文康
- 第2移動車
  - 実況：伊藤隆佑
- 第3移動車（バイクリポート）
  - 実況：熊崎風斗
- スタート地点（松島町文化観光交流館前）リポーター&優勝チームへのインタビュアー：石井大裕
- 中継所実況
  - 第1中継所：高田寛之（CBCアナウンサー）
  - 第2中継所：土井敏之
  - 第3中継所：松尾武（TBCアナウンサー）
  - 第4中継所：喜入友浩
  - 第5中継所：新城健太（SBSアナウンサー）
- リポーター：日比麻音子
- スタート地点呼び込み：若林有子（担当時点では新人）

#### 2018年（第38回大会）
- 放送センター
  - 解説：増田明美（スポーツジャーナリスト）
  - 実況：新タ悦男
- 第1移動車
  - 解説：千葉真子（スポーツコメンテーター）
  - 実況：伊藤隆佑
- 第2移動車
  - 実況：土井敏之
- 第3移動車（バイクリポート）
  - 実況：熊崎風斗
- スタート地点（松島町文化観光交流館前）リポーター&優勝チームへのインタビュアー：石井大裕
- 中継所実況
  - 第1中継所：高田寛之（CBCアナウンサー）
  - 第2中継所：清水大輔
  - 第3中継所：松尾武（TBCアナウンサー）
  - 第4中継所：喜入友浩
  - 第5中継所：岡村久則（SBSアナウンサー）
- リポーター：小林由未子、上村彩子
- スタート地点呼び込み：宇賀神メグ（担当時点では新人）

#### 2017年（第37回大会）
- 放送センター
  - 解説：増田明美（スポーツジャーナリスト）
  - 実況：新タ悦男
- 第1移動車
  - 解説：千葉真子（スポーツコメンテーター）
  - 実況：伊藤隆佑
- 第2移動車
  - 実況：土井敏之
- 第3移動車（バイクリポート）
  - 実況：熊崎風斗
- スタート地点（松島町文化観光交流館前）リポーター&優勝チームへのインタビュアー：石井大裕
- フィニッシュ地点（仙台市陸上競技場）実況：新タ悦男
- 中継所実況
  - 第1中継所：高田寛之（CBCアナウンサー）
  - 第2中継所：清水大輔
  - 第3中継所：松尾武（TBCアナウンサー）
  - 第4中継所：藤森祥平
  - 第5中継所：岡村久則（SBSアナウンサー）

#### 2016年（第36回大会）
- 放送センター
  - 解説：増田明美（スポーツジャーナリスト）
  - 実況：新タ悦男
- 第1移動車
  - 解説：千葉真子（スポーツコメンテーター）
  - 実況：土井敏之
- 第2移動車
  - 実況：伊藤隆佑
- 第3移動車（バイクリポート）
  - 実況：熊崎風斗
- スタート地点（松島町文化観光交流館前）リポーター&優勝チームへのインタビュアー：石井大裕
- フィニッシュ地点（仙台市陸上競技場）実況：佐藤文康
- 中継所実況
  - 第1中継所：高田寛之（CBCアナウンサー）
  - 第2中継所：清水大輔
  - 第3中継所：松尾武（TBCアナウンサー）
  - 第4中継所：杉山真也
  - 第5中継所：岡村久則（SBSアナウンサー）

#### 2015年（第35回大会）
- 放送センター
  - 解説：河野匡（大塚製薬陸上競技部女子監督）
  - 実況：新タ悦男
- 第1移動車
  - 解説：増田明美（スポーツジャーナリスト）
  - 実況：佐藤文康
- 第2移動車
  - 解説：千葉真子（スポーツコメンテーター）
  - 実況：伊藤隆佑
- 第3移動車（バイクリポート）
  - 実況：小笠原亘
- スタート地点（松島町文化観光交流館前）リポーター&優勝チームへのインタビュアー：初田啓介
- フィニッシュ地点（仙台市陸上競技場）実況：土井敏之
- 中継所実況
  - 第1中継所：角上清司（CBCアナウンサー）
  - 第2中継所：熊崎風斗
  - 第3中継所：松尾武（TBCアナウンサー）
  - 第4中継所：清水大輔
  - 第5中継所：岡村久則（SBSアナウンサー）
- リポーター兼スタート地点呼び込み：小林由未子

#### 2014年（第34回大会）
- 放送センター
  - 実況：椎野茂
- 第1移動車
  - 解説：増田明美（スポーツジャーナリスト）
  - 実況：新タ悦男
- 第2移動車
  - 解説：千葉真子（スポーツコメンテーター）
  - 実況：佐藤文康
- 第3移動車（バイクリポート）
  - 実況：石井大裕
- スタート地点（松島町文化観光交流館前）リポーター&優勝チームへのインタビュアー：初田啓介
- フィニッシュ地点（仙台市陸上競技場）実況：土井敏之
- 中継所実況
  - 第1中継所：伊藤隆佑
  - 第2中継所：小笠原亘
  - 第3中継所：松尾武（TBCアナウンサー）
  - 第4中継所：熊崎風斗
  - 第5中継所：岡村久則（SBSアナウンサー）
- MC：出水麻衣、佐藤渚

#### 2002年（第22回大会）
- 放送センター
  - 解説：増田明美（スポーツジャーナリスト）
  - ゲスト：川上優子（沖電気）
  - 実況：椎野茂
- 第1移動車
  - 実況：佐藤文康
- 第2移動車
  - 実況：赤木誠（MBSアナウンサー）
- 第3移動車
  - 実況：新タ悦男
- スタート・フィニッシュ地点（長良川陸上競技場）実況：土井敏之
- 中継所実況
  - 第1・第5中継所：吉田幸真（SBSアナウンサー）
  - 第2中継所：小笠原亘
  - 第3中継所：仙田和吉（MBSアナウンサー）
  - 第4中継所：角上清司（CBCアナウンサー）
- 優勝チームへのインタビュアー：有馬隼人

#### 1999年（第19回大会）
- 第1移動車
  - 解説：増田明美（スポーツジャーナリスト）
  - 実況：椎野茂
- 第2移動車
  - 実況：土井敏之
- 第3移動車
  - 実況：武方直己
- スタート・フィニッシュ地点（長良川陸上競技場）実況：松下賢次
- 中継所実況
  - 第1・第5中継所：渡邊千晃（SBSアナウンサー）
  - 第2中継所：清水大輔
  - 第3中継所：馬野雅行（MBSアナウンサー）
  - 第4中継所：角上清司（CBCアナウンサー）
- 優勝チームへのインタビュアー：小川知子

### エリア放送
2012年、2013年、2016年の開催時、東北放送によりホワイトスペースを利用するエリア放送が実施され、大会の中継映像のワンセグ放送が行われた。
会場内に地上一般放送局が設置されていた。
| 免許人            | 局名                   | 呼出符号     | 物理ch | 周波数        | 空中線電力 | ERP    | 業務区域                   |
| ----------------- | ---------------------- | ------------ | ------ | ------------- | ---------- | ------ | -------------------------- |
| 東北放送 株式会社 | TBC松島磯崎 エリア放送 | JOXZ2AT-AREA | 52ch   | 707.142857MHz | 1mW        | 2mW    | 宮城県宮城郡松島町磯崎地区 |
| 東北放送 株式会社 | TBC松島磯崎 エリア放送 | JOXZ2CN-AREA | 52ch   | 707.142857MHz | 1mW        | 460μW  | 宮城県宮城郡松島町磯崎地区 |
| 東北放送 株式会社 | TBC松島磯崎 エリア放送 | JOXZ2CZ-AREA | 52ch   | 707.142857MHz | 76.9μW     | 35.2μW | 宮城県宮城郡松島町磯崎地区 |

## ラジオ放送
1984年（昭和59年）から2007年（平成19年）までは、当時の開催地の地元であるCBCラジオ中心にラジオ中継も行なわれていた。
ピーク時には全国7局ネット（CBCのほかTBSラジオ・MBSラジオ・RKBラジオ・熊本放送・宮崎放送・南日本放送）で放送されていた。その後ラジオ中継の提供・協賛スポンサーの撤退などの影響で、TBS・MBSとの3局ネットに縮小、そして末期にはCBC単独で放送していた。
ラジオはCBCが制作局となり、岐阜県庁内に放送センターを設置、そこから解説者・ラジオ実況アナウンサーがモニターを見ながらの放送となっていた。発着点の実況・各中継所通過時の音声はテレビと同時音声となっていた。
2008年（平成20年）大会でCBCはラジオ中継は取りやめた。ちなみに2009年（平成21年）大会の開催時、CBCラジオでは創立記念番組「CBCこども未来キャンペーン〜おうちへ帰ろう〜」の長時間特別番組を放送。
2011年（平成23年）大会に、4年ぶりにラジオ放送が実施され、以降東北放送ラジオで宮城県内向けに中継を放送している。
以下は中継の出演者で、肩書を特記しない限り、出演の時点で東北放送の現職アナウンサー。

### 2024年
- 解説：泉田利治（石巻専修大学女子競走部監督、元・宮城県陸上競技協会副会長）
- メイン実況：守屋周
- 中継所実況：林田悟志・坂寄直希
- 沿道リポート：塩入未央
- スタジオ担当（速報タイム・レースの開催に伴う交通規制情報のアナウンス）：三保谷元（この年に新卒扱いでに入社）

### 2023年
- 解説：泉田利治
- メイン実況：守屋周
- 中継所実況：林田悟志・坂寄直希・玉置佑規[注 9]
- スタジオ担当：塩入未央

### 2018年・2019年
- 解説：泉田利治
- 実況：守屋周・伊藤晋平・林田悟志

※守屋はメインと第2・第4両中継所の実況
伊藤は第1・第3・第5各中継所の実況
林田はスタート・ゴール両地点のリポート
- スタジオ担当：増子華子

### 2017年
- 解説：泉田利治
- 実況：守屋周・菅生翔平・林田悟志

※守屋はメインと第2・第4両中継所の実況
菅生はスタート・ゴール両地点のリポート
林田は第1・第3・第5各中継所の実況
- スタジオ担当：袴田彩会

## エピソード
- かつては西濃運輸が冠スポンサーを務めていたが、2000年代からはスズキが担当しており、TBS系のテレビ番組名は『SUZUKIスポーツスペシャル・全日本実業団女子駅伝○○○○（年号）』となっていた。なお、スポンサーが地元企業の西濃運輸ではなく、静岡県浜松市に本社のあるスズキになったことから岐阜県での開催が無くなってしまうと言う噂が流れ、関係自治体の各地で署名運動が行われた事例がある（ちなみに開催地の岐阜県は、スズキの会長鈴木修の出身地である）。結局、2010年の大会を最後に岐阜県での開催が無くなった。
- 2007年（平成19年）の本大会当日に日本実業団陸上競技連合会長の五島哲（東急電鉄取締役）が宿泊先のホテルで急死した。スタートを前に会場入りしていないことを知った大会関係者が部屋を訪れ、倒れているのが発見された。死因は不明[29]。
- 1990年（平成2年）の第10回大会は東京国際女子マラソンが即位の礼の関係で延期となり、本大会と日程が重なったため午前中に開催されていた[9]。
- 襷の受け渡し時のミスにより、失格となったことが2例ある。
  - 2014年の第34回大会で、シスメックスの大久保美里の身体が中継ラインを到達する前に襷を渡したことが失格とされた。
  - 2016年の第36回大会では、豊田自動織機が第1中継所で、2区のランナーが出遅れたため襷の受け渡しゾーンを50cm超えてしまい失格とされた[30]。
  - また、いずれも予選会での出来事であるが、大塚製薬やノーリツなど襷渡しミスで失格となったチームもある。
- 2018年、本大会の予選会であるプリンセス駅伝で、2区の終盤・中継所まで残り200mの地点で転倒した選手が、骨折しながらも中継所まで四つん這いで進んで3区の選手にタスキを繋いだことが物議を醸した[31]。3区でもトップを走っていた選手が脱水症状になり蛇行や逆走するアクシデントが発生し、選手およびチームは棄権となった[32]。これらの事例を受け、本大会前日の監督会議において「走行不能となった場合は、審判員の判断で中止させる」とのルールが明記された[33] が、奇しくも競技中に選手の負傷が発生（九電工3区・加藤岬）。この時は現場の審判員の報告とチーム監督との連絡が適切に取られ、足を引きずる選手の走行を審判員が中止させた[34]。